# Skradziony notes
Skradziony notes – amerykańska komedia z 2006 roku.

## Główne role
- Patrick Fugit – Bickford Shmeckler
- Olivia Wilde – Sarah Witt
- Fran Kranz – Ralph
- John Cho – Bob
- Reid Scott – Trent
- Matthew Lillard – Spaceman
- Cheryl Hines – Profesor Adams

## Fabuła
Bickford Shmeckler jest inteligentnym outsiderem, który nie umie odnaleźć się w towarzystwie. Swoje spostrzeżenia i błyskotliwe pomysły zapisuje w swoim notesie. Ale podczas imprezy organizowanej przez współlokatora notes zostaje skradziony. Żeby go odnaleźć będzie musiał opuścić kampus i skonfrontować swoje tezy z rzeczywistością...